# 松山東雲中学校・高等学校
松山東雲中学・高等学校（まつやましののめちゅうがく・こうとうがっこう）は、愛媛県松山市大街道三丁目に所在する私立女子中学校・高等学校。2016年度から愛媛県内の中学校・高等学校で唯一の男女別学となる。

## 概要
四国で最初に設立された女子校で、プロテスタント系のミッションスクールである。1886年にキリスト教主義による私立「松山女学校」を創立する。建学の精神は「キリスト教の信仰に人格形成の基礎をおいた女子教育を行う。」で校訓として継承されている。1986年に創立100周年を迎えた。
松山城の近隣にある学校として、正門は城郭風にデザインされている（1928年築）。敷地の坂を上った山にグリーンチャペル、校舎にチャペルがあり朝礼や行事で使用する。
2000年に6年一貫校（併設型）へ移行する。

## 沿革

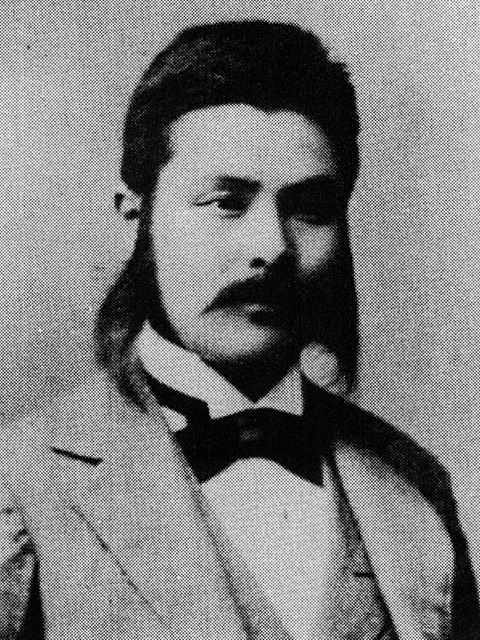
二宮邦次郎

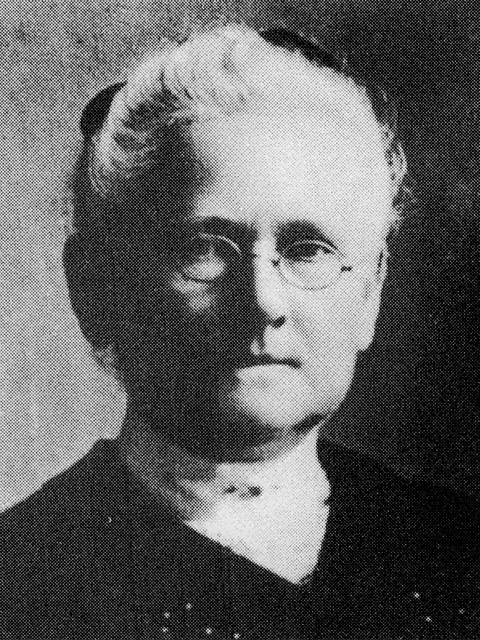
C・ジャジソン

- 1886年9月16日 - 松山教会の二宮邦次郎牧師によってキリスト教主義による私立松山女学校創立。（四国最初の女子校）
- 1887年 - 創立1周年開校式で遠田ステが生徒代表で祝辞を読む。（小説『坊っちゃん』マドンナのモデル）
- 1890年 - 二番町に二階建の洋風校舎を新築し、移転。
- 1892年 - 第1回卒業式を行う。
- 1900年 - 「雪びら」を校章とする。
- 1901年 - シドニー・ギューリックが英語教師となる（1904年まで）[2]。
- 1906年 - 米国伝道教会に経営が移り、コーネリア・ジャジソンが第2代校長に就任[3]。
- 1913年 - 大街道の現在地、赤十字病院跡を購入。
- 1918年 - はじめて校章〔みつば〕を配る。
- 1920年 - 現在地に移転。
- 1921年 - 「お山のバザー」がはじめて開かれる。
- 1926年 - 創立40周年。校歌制定。
- 1927年 - 体操館、宣教師館完成。
- 1928年 - 校門完成。
- 1929年 - 新渡戸稲造来校。4月25、26日に体操館で講演を行う[4]。
- 1931年 - 家政館完成。
- 1932年 - 高等女学校令に基づき、松山東雲高等女学校に改称。専攻科 家政・英語も併設。（東雲とは「女子教育の曙」の意と所在地の地名）
- 1935年 - 財団法人組織となる。
- 1936年 - 創立50周年記念祝典礼拝を行う。
- 1943年 - 五箇条の校訓を制定。
- 1945年 - 松山空襲で、校舎は正門を残して全焼。
- 1947年 - 学制改革により、新制の松山東雲中学校を設置。
- 1948年 - 松山東雲高等学校（普通科）を発足。 教会の礼拝出席を奨励。週5日制を始める。
- 1949年 - 学校法人への機構改革。家政館・体育館・チャペルなど整備。中高生の通学服を制定。
- 1953年 - 生徒が無監督試験を始める。寄宿舎（めぐみハウス）完成。
- 1957年 - 生徒会の活動により、グリーンチャペル（野外礼拝場）ができる。
- 1960年 - アメリカ留学を始める。
- 1966年 - 創立80周年。
- 1968年 - 幼・中・高・短大の総合学園となる。
- 1969年 - 本館完成。第1回クローバーデイ。（バザーと文化祭を合体）
- 1981年 - 高等学校に英語科設置。
- 1986年 - 創立100周年。100周年記念館完成。
- 1990年 - 通学服を森英恵（モリハナエ）デザインの服装に改める。
- 2000年 - 6年一貫校（併設型）に移行。
- 2001年 - 高等学校英語科を英語情報科に改組。
- 2016年 - 創立130周年。

## 学校生活

### クラス
各クラスは「◯◯ホーム」と担任教師の名前で呼称される。
中学校は6年間を見通した進捗を目指す。高等学校は内部の中学校から進学した生徒と、外部の中学校から入学した生徒と混合クラスになる。
少人数による個別指導を徹底させ、公立大学・難関私立大学の合格を目指す「特別進学コース」。勉強と部活動に力を入れ、資質や特技を活かした進路実現を目指す「進学コース」がある。

### 宗教
課業日は必ず朝にクラスごとの礼拝が行われる。当番で回って来た生徒が一人で司会を担当している。当番は何番の讃美歌を歌うかであったり聖書で読む箇所を考え、フリートークを交えてクラスメイトの前で話す。讃美歌の演奏は事前にオルガンの演奏ができる人に司会が頼む。各教室にあるオルガンが置いてあり、演奏するのに合わせて生徒が歌う。
週１回学年ごとの礼拝や、クリスマスなど年に数回中学校・高等学校合同の礼拝も行われる。
中学校・高等学校共に必ず週1回は宗教の授業があり、中間や期末テストも行われる。

### 英語
資格取得を目指し、英語暗誦大会（マドンナ・レシテーション・コンテスト）が行われている
1年間または1か月の留学制度（松山北ロータリークラブによる）があり、学校内の審査によって選ばれる。
外国からの留学生が授業や学校行事にも参加している。ネイティヴレベルの外国人の英語教師も必ず一人配置している。

## 進路
松山東雲女子大学、松山東雲短期大学へ内部進学優遇制度として「指定校推薦の優遇」と「本校からの進学者全員に対し入学金を支援する」制度がある。入学後の授業料が年額25万円支援され、女子大学は4年間で100万円、短期大学は2年間で50万円支援される奨励金制度（成績基準あり）があり、進学者を支援・優遇している。
推薦入学制度のほかに、キリスト教学校教育同盟による100名を超える指定校推薦制度がある。
高大連携プログラムとして松山東雲女子大学・松山東雲短期大学と高校1年生は全員「秘書検定取得プログラム」を受講し、高校在学中に文部科学省後援 「秘書検定３級」の取得を目指す。
高校3年の「進学コース」は毎月1回出張講義が行われ、キャリア教育として総合的な学習の時間に松山東雲女子大学・短期大学の先生方による講座を開催している。心理、保育、社会、栄養、福祉、歴史・文化など幅広い分野の大学レベルの学問に触れることから、関心ある分野への理解を深めて進路選択の一助にしている。

## 部活動

### 運動系
- バレーボール部
- サッカー部

- アーチェリー部
- ダンス部

- ゴルフ部
- バドミントン部

### 文化系
- 吹奏楽部
- 演劇部

- 茶道部
- 美術部

- 軽音同好会
- 箏曲部

- 女子力向上同好会
- 勉強部

- EnglishCafe

### キリスト教関連
- ハンドベル部

- YWCA

#### 廃部
なぎなた部がインターハイ優勝3回（1976年、1980年、1981年）している。

## 校歌
作詞・三輪源造 作曲・尾熊善次郎

## 制服
森英恵（モリ・ハナエ）デザインは1990年より取り入れられ、現在までに複数回リニューアルされている。いずれの制服にも校章「みつば」が入っている。
【冬服】（4月、11月 - 3月）
冬服の襟に2本線。濃紺のシングルブレザー、濃紺のダブルベスト、セーラー襟ブラウス、濃紺のプリーツスカート、紺色（紺色のタイツは着用可）のソックスで、式典時は紺色のハイソックス
【夏服】（6月 - 9月）
左袖に校章。ブルーグレーのニットベスト、開襟ブラウス（半袖・長袖）、青基調タータンチェックのプリーツスカート、白色のソックス（2025年度まで）
※2021年度から夏服を以下に変更する。
ワンピースタイプ - 襟部分に2本線、後ろの右側に校章。セーラー襟ワンピース、白色のソックス。希望者のみサマーカーディガン着用で、濃紺の長袖カーディガン（学校指定）
セパレートタイプ（オプション） - ブラウスの左袖に校章。セーラー襟ブラウス、リボンは中学生はネイビーで、高校生はシルバー。グレー基調タータンチェックのプリーツスカート、白色のソックス。希望者のみサマーカーディガンで、濃紺の長袖カーディガン（学校指定）
【合服】（5月・10月）
合服の襟とカフス部分に2本線。濃紺のダブルベスト、セーラー襟ブラウス、濃紺のプリーツスカート、紺色（紺色のタイツは着用可）のソックスで、式典時は紺色のハイソックス。
制服の他、体操着、学生鞄、通学靴、靴下、上履きは指定のものを着用する。

## 施設
- 正門（1928年完成）[1]
  - 「校訓」と「スクールモットー」が彫られている。門柱正門向かって左側に『高遠なる理想、『高遠なる理想、敬虔なる信仰、真摯なる努力』、右側に『Let only the Eager, Thoughtful, Reverent enter here』と印されている。門柱裏面向かって左側に『清純なる愛情、私心なき奉仕』、右側に『And go forth prepared to serve God and thy neighbours』と印されている。

- 本館（2007年完成）[1] - 松山城の中腹に位置する豊かな緑と共存した校舎。ホームルーム教室、特別教室、図書館、自習室スペース、テラスがある。
  - 食堂ホールはコミュニティースペース、トイレはリフレッシュスペースがある。「しののめキッチン」があり、保護者らが企画・運営して温かいランチを提供する[11]。

- ピアス館 （1963年完成→2015年耐震工事完了）[1] - 部活のロッカー、倉庫。茶道教室、琴教室、華道教室、ゴルフ練習場（屋上）。授業で使う物理室、地理教室、化学室など。音楽教室、チャペル。

- グリーンチャペル（1957年完成）[1] - 東雲学園創立70周年を記念して建設された自然の中にあるチャペル。早天祈祷会を始め、宗教的行事や種々の野外講演、野外演奏など1990年代までは用いられていたが、既に使用していない。

- 体育館（1980年完成→2016年耐震工事完了）[1] - 体育室、美術室、運動部の部室、体育館。

- 100周年記念館（1986年完成）[1] - 東雲学園創立100周年を記念して建設された。駐車場、パソコン教室、同窓会室、会議室、ホイテホール、茶道用の和室。

※100周年記念館の北側に隣接する建物は、1階に卓球場があったが取り壊されており今治タオルの専門店「伊織 松山お城下店」が入居・運営している。2階にプールがあったが老朽化で使用しておらず、アーチェリー部の活動の場となっている。

## 著名な出身者

### 芸能
- 井上夏葉 - 女優（高校）
- 清原梨央 - 元アイドル（元Someday Somewhere）（高校）
- 高橋基子 - 元タレント・元ラジオパーソナリティ（中学・高校）
- 友近 - お笑い芸人（高校）

### 芸術
- 安倍圭子 - マリンバ奏者（高校）
- 加藤いづみ - 歌手（高校）
- 日野てる子 - 元歌手（高校）

### マスコミ
- 川越友佳 - フリーアナウンサー（高校）

### 文学
- 宇佐美まこと - 小説家（高校）
- 村上かのん - 脚本家（中学・高校）

### スポーツ
- 居村杏奈 - 元バレーボール選手（中学・高校）
- 大塚裕子  - 元大阪体育大学新体操女子コーチ、元新体操選手（高校）
- 船田芽依 - バレーボール選手：岡山シーガルズ（高校）
- 星加輝 - 松山東雲高バレーボール部監督、元バレーボール選手（中学・高校）

## 附属学校
- 松山東雲女子大学
- 松山東雲短期大学
- 松山東雲短期大学附属幼稚園